# Озолс, Карлис (шахматист)
Карлис Озолс (латыш. Kārlis Ozols, 9 августа 1912, Рига, Российская империя — 23 марта 2001, Мельбурн, Австралия) — латвийско-австралийский шахматист. В годы Второй мировой войны — коллаборационист.

## Биография
На неофициальной шахматной олимпиаде 1936 года в Мюнхене занял третье место на 8-й доске (+7-1=7). Также участвовал в шахматной олимпиаде 1937 года в Стокгольме. В 1944 году выиграл чемпионат Риги.
В 1945 году эмигрировал в Германию, в 1949 году — в Австралию, в 1956 году получил австралийское гражданство. В 1956 году разделил первое место в чемпионате Австралии по шахматам, 9 раз выигрывал чемпионат штата Виктория. В 1972 году получил звание международного мастера.

## Обвинения в военных преступлениях
Озолс обвинялся в пособничестве нацистам в период оккупации, в том числе, что 1 июля 1941 года он вступил в ряды к латвийской полиции безопасности в Риге и впоследствии участвовал в убийствах евреев в Минском гетто и в ликвидации Слуцкого гетто. Был членом печально известной «команды Арайса». 20 апреля 1944 года Озолсу было присвоено звание оберштурмфюрера с вручением Креста за военные заслуги.
Тем не менее он никогда не подвергался уголовному преследованию.